# Jonah Gadjovich
Jonah Gadjovich, född 12 oktober 1998, är en kanadensisk professionell ishockeyforward som spelar för Florida Panthers i National Hockey League (NHL).
Han har tidigare spelat för Vancouver Canucks och San Jose Sharks i NHL; Utica Comets och Charlotte Checkers i American Hockey League (AHL) samt Owen Sound Attack i Ontario Hockey League (OHL).
Gadjovich draftades av Vancouver Canucks i andra rundan i 2017 års draft som 55:e spelare totalt.
Han vann Stanley Cup för säsongerna 2023–2024 och 2024–2025.
Han är syskonson till Blair MacDonald; kusin till Kevin MacDonald samt svåger till Spencer Martin.

## Statistik
| 2013–2014  | Whitby Wildcats    | ETA        | 23  | 15 | 15 | 30  | 20  | 4  | 0 | 2 | 2  | 0  |
| 2014–2015  | Owen Sound Attack  | OHL        | 60  | 4  | 5  | 9   | 59  | 3  | 0 | 0 | 0  | 0  |
| 2015–2016  | Owen Sound Attack  | OHL        | 66  | 14 | 10 | 24  | 42  | 6  | 1 | 1 | 2  | 6  |
| 2016–2017  | Owen Sound Attack  | OHL        | 60  | 46 | 28 | 74  | 32  | 17 | 4 | 3 | 7  | 8  |
| 2017–2018  | Owen Sound Attack  | OHL        | 42  | 25 | 23 | 48  | 42  | 9  | 2 | 2 | 4  | 2  |
| 2018–2019  | Utica Comets       | AHL        | 43  | 4  | 6  | 10  | 32  | —  | — | — | —  | —  |
| 2019–2020  | Utica Comets       | AHL        | 38  | 13 | 4  | 17  | 32  | —  | — | — | —  | —  |
| 2020–2021  | Vancouver Canucks  | NHL        | 1   | 0  | 0  | 0   | 17  | —  | — | — | —  | —  |
|            | Utica Comets       | AHL        | 19  | 15 | 3  | 18  | 17  | —  | — | — | —  | —  |
| 2021–2022  | San Jose Sharks    | NHL        | 43  | 1  | 2  | 3   | 74  | —  | — | — | —  | —  |
| 2022–2023  | San Jose Sharks    | NHL        | 35  | 3  | 4  | 7   | 57  | —  | — | — | —  | —  |
| 2023–2024  | Florida Panthers   | NHL        | 39  | 2  | 2  | 4   | 104 | —  | — | — | —  | —  |
|            | Charlotte Checkers | AHL        | 3   | 1  | 0  | 1   | 0   | —  | — | — | —  | —  |
| 2024–2025  | Florida Panthers   | NHL        | 42  | 4  | 0  | 4   | 60  | 16 | 2 | 1 | 3  | 33 |
| NHL totalt | NHL totalt         | NHL totalt | 160 | 10 | 8  | 18  | 312 | 16 | 2 | 1 | 3  | 33 |
| AHL totalt | AHL totalt         | AHL totalt | 103 | 33 | 13 | 46  | 81  | —  | — | — | —  | —  |
| OHL totalt | OHL totalt         | OHL totalt | 228 | 89 | 66 | 155 | 175 | 35 | 7 | 6 | 13 | 16 |

### Internationellt
| Källa: Uppdaterad: 2021-05-17 | Källa: Uppdaterad: 2021-05-17 | Källa: Uppdaterad: 2021-05-17 |         | Utv = Utvisningsminuter | Utv = Utvisningsminuter | Utv = Utvisningsminuter | Utv = Utvisningsminuter | Utv = Utvisningsminuter |
| År                            | Lag                           | Mästerskap                    | Matcher | Mål                     | Assists                 | Poäng                   | Utv                     |                         |
| ----------------------------- | ----------------------------- | ----------------------------- | ------- | ----------------------- | ----------------------- | ----------------------- | ----------------------- | ----------------------- |
| 2018                          | Kanada                        | JVM                           | 7       | 2                       | 1                       | 3                       | 6                       |                         |
| Junior totalt                 | Junior totalt                 | Junior totalt                 | 7       | 2                       | 1                       | 3                       | 6                       |                         |